# Landkreis Münchberg
Der Landkreis Münchberg lag im Norden Bayerns und gehörte zum Regierungsbezirk Oberfranken. Er wurde 1972 bei der Gebietsreform aufgelöst und sein Gebiet überwiegend dem Landkreis Hof zugeordnet.

## Geographie
Der Landkreis grenzte 1972 im Uhrzeigersinn, im Norden beginnend, an die Landkreise Naila, Hof, Rehau, Wunsiedel i. Fichtelgebirge, Bayreuth, Kulmbach und Stadtsteinach.

## Geschichte

### Vor 1862
Die Urzelle des Landkreises Münchberg war der Halsgerichtsbezirk Münchberg. Seine Entstehung fiel in das 11. und 12. Jahrhundert, als das Gebirgsland vom Westen her besiedelt wurde.
Nachdem Markgraf Karl Alexander von Brandenburg-Ansbach am 28. Januar 1792 seine beiden fränkischen Fürstentümer Brandenburg-Ansbach und Brandenburg-Bayreuth für 300.000 Gulden Jahresrente an Friedrich Wilhelm II. von Preußen veräußert hatte, stellte dieser sein neues Gebiet unter die Verwaltung von Karl August von Hardenberg. Hardenberg gestaltete die Landesverwaltung nach preußischem Muster um. Am 29. November 1795 wurden sämtliche bisherige Landes- und Amtshauptmannschaften, Oberämter und Vogteien aufgehoben, das Fürstentum Bayreuth wurde in sechs Kreisdirektionen gegliedert, wobei Münchberg zum Hofer Kreis gehörte. Jeder dieser Kreise setzte sich aus Kammerämtern zusammen, denen die Finanz-, Polizei- und allgemeine Verwaltung zustand. Der Rechtspflege dienten fortan besondere Justizämter. Es wurde das Kammeramt Münchberg gebildet.
Die Zeit der preußischen Herrschaft dauerte nicht lange. Während des Vierten Koalitionskriegs drangen am 7. Oktober 1806 Napoléons Truppen nach Abzug der Preußen unter General Bogislav von Tauentzien auf ihrem Vormarsch nach Nordosten ins Münchberger Gebiet ein. Ab dem 9. Oktober des gleichen Jahres stand das Fürstentum Bayreuth unter französischer Militärverwaltung. Das Königreich Preußen wurde im Frieden von Tilsit zum endgültigen Verzicht auf seine fränkischen Fürstentümer gezwungen. Am 28. Februar 1810 wurde die ehemals preußische Provinz Bayreuth durch einen Staatsvertrag zwischen Frankreich und dem Königreich Bayern politisch, wirtschaftlich und finanziell zum 1. Juli 1810 in Bayern eingegliedert.
1811 wurden Rentämter gebildet, die an die Stelle der Kammerämter traten.

### Bezirksamt
Das Bezirksamt Münchberg folgte im Jahr 1862 dem flächengleichen Landgericht Münchberg.
Bei der Auflösung des Bezirksamtes Berneck, die am 1. Oktober 1929 wirksam wurde, wurden die Gemeinden Falls, Kornbach, Streitau, Walpenreuth, Witzleshofen und Zettlitz dem Bezirksamt Münchberg zugeschlagen. Am 1. Juli 1931 trat das Bezirksamt Bayreuth die Stadt Gefrees sowie die Gemeinden Lützenreuth und Metzlersreuth an das Bezirksamt Münchberg ab.

### Landkreis
Am 1. Januar 1939 wurde die reichseinheitliche Bezeichnung Landkreis eingeführt. So wurde aus dem Bezirksamt der Landkreis Münchberg.
Gegen Ende des Zweiten Weltkriegs wurden jüdische Häftlinge des Konzentrationslagers Buchenwald sowie sowjetische und britische Kriegsgefangene und weitere Personen auf 14 Todesmärschen durch den Landkreis Münchberg getrieben. Viele von ihnen starben an Entkräftung, wer nicht mehr laufen konnte, wurde ermordet. 1947 entdeckte die US-Militärregierung unter anderem ein Massengrab von 45 bis 48 russischen Soldaten auf dem alten Friedhof von Gefrees.
Am 1. Juli 1972 wurde der Landkreis Münchberg im Zuge der Gebietsreform in Bayern aufgelöst. Zusammen mit Gemeinden der damaligen Landkreise Naila und Rehau wurden die meisten Gemeinden dem Landkreis Hof zugeordnet. Die Gemeinden Falls, Gefrees, Kornbach, Metzlersreuth, Streitau und Witzleshofen, die früher zum Bezirksamt Berneck gehörten, wurden dem Landkreis Bayreuth zugeschlagen.

## Einwohnerentwicklung
| Jahr | Einwohner | Quelle |
| ---- | --------- | ------ |
| 1864 | 24.206    | [ 9 ]  |
| 1885 | 25.988    | [ 10 ] |
| 1900 | 27.319    | [ 11 ] |
| 1910 | 28.311    | [ 11 ] |
| 1925 | 26.821    | [ 12 ] |
| 1939 | 32.660    | [ 13 ] |
| 1950 | 44.929    | [ 14 ] |
| 1960 | 41.600    | [ 15 ] |
| 1966 | 41.234    | [ 16 ] |
| 1971 | 40.200    | [ 17 ] |

## Politik

### Bezirksamtsvorstände (bis 1938) und Landräte (ab 1939)
| Amtszeit                              | Bezirks(ober)amtmann Landrat | Bemerkungen |
| ------------------------------------- | ---------------------------- | --- |
| 1. November 1911 – 30. September 1933 | Richard Schleußinger         | |
| 1. Dezember 1933 – 1942               | Julius Burger                | |
| 15. April 1942 – April 1945           | Hermann Finck                | vertretungsweise |
| Mai 1945 – 6. August 1945             | Gundermann                   | Rechtsanwalt von der Militärregierung ein- und abgesetzt |
| 6. August 1945 – 10. November 1945    | Gustav Jodleder              | Fabrikdirektor von der Militärregierung ein- und abgesetzt |
| 10. November 1945 – 3. Februar 1946   | Leopold Werkmeister          | Landwirtschaftsdirektor von der Militärregierung ein- und abgesetzt |
| 13. Februar 1946 – 28. Mai 1946       | Franz Schuberth              | Von der Militärregierung ein- und abgesetzt |
| 28. Mai 1946 – 1. Juni 1948           | Friedrich Zietsch            | * 26. November 1903 in Heidelberg; † 21. September 1976 in München, SPD von der Militärregierung eingesetzt und am 28. Mai 1946 vom Kreistag mit 22 zu 19 Stimmen gegen Franz Schuberth zum Landrat gewählt. Später von 1951-1957 war Zietsch Bayerischer Finanzminister. |
| 1. Juni 1948 – 15. Juli 1948          | Julius Burger                | * 1883, überparteilich Julius Burger war bereits vom 1. Dezember 1933 bis 31. Dezember 1938 Bezirksamtmann und vom 1. Januar 1939 bis 15. April 1942 Landrat des Landkreises Münchberg, in dieser Zeit für die NSDAP. Zur Wahl am 1. Juni 1948 wurde Burger von der CSU vorgeschlagen und mit 25 zu 19 Stimmen gegen Friedrich Zietsch gewählt. Nach massiven Protesten der SPD trat Burger am 15. Juli 1948 wieder zurück. |
| 15. Juli 1948 – 3. April 1953         | Karl Röder                   | * 1894 in Kulmbach; † 3. April 1953, CSU vom Kreistag mit 23 zu 16 Stimmen gegen Hans Schmidt gewählt. Vorher vom 28. Mai 1946 bis November 1946 Landrat des Landkreises Kulmbach November 1946–15. Juli 1948 Schulrat von Münchberg von Beruf Hauptlehrer |
| 23. Juni 1953 – 30. Juni 1972         | Erwin Dietel                 | * 14. März 1913 in Gottersdorf; † 26. Juni 1997 in Münchberg, CSU von Beruf Richter/Landgerichtsrat a. D. |

#### Stellvertretende Landräte
Am 14. Juni 1948 beschloss der Kreistag mit 23 zu 20 Stimmen, einen Ersten und Zweiten Stellvertreter zu wählen. Gewählt wurde Georg Frauß (FDP) zum Ersten Stellvertreter und Felix Krämer (CSU) zum Zweiten Stellvertreter. Georg Krauß schied am 31. Oktober 1948 aufgrund einer neuen gesetzlichen Lage als Stellvertretender Landrat aus dem Amt aus, da er als Mitläufer der Nationalsozialisten galt. Bis zur Wahl am 7. Dezember führte das Amt der älteste Kreistagsabgeordnete Otto Kalbskopf aus. Am 7. Dezember 1948 wurde Pfarrer Franz Blaschke zum neuen Stellvertreter gewählt (bis April 1952). Ab der Wahlperiode 1952 übernahm Emil Kreibich aus Münchberg das Amt des Stellvertretenden Landrats, der von Helmut Scholz aus Stammbach im Jahre 1960 abgelöst wurde. Dieser übte dieses Amt bis zur Auflösung des Landkreises 1972 aus.

### Kreistag
Die Kommunalwahlen bis zur Gebietsreform 1972 führten zu den folgenden Sitzverteilungen der Kreisräte:
| Parteien und Wählergruppen                                           | 1946 | 1948 | 1952 | 1956 | 1960 | 1966 |
| SPD                                                                  | 19   | 14   | 15   | 18   | 18   | 19   |
| CSU                                                                  | 20   | 13   |      |      | 10   | 14   |
| Wählergemeinschaft der Berufsständischen und Erwerbstätigen          |      |      |      | 19   | 10   | 7    |
| Gesamtdeutsche Partei(Block)/Wahlgemeinschaft der Heimatvertriebenen |      |      |      | 6    | 4    | 2    |
| KPD                                                                  | 2    | 2    | 1    | 1    |      |      |
| Bayernpartei                                                         |      |      | 5    |      |      |      |
| BHE                                                                  |      |      | 4    |      |      |      |
| Vereinigung der Flüchtliche, Ausgewiesenen und Evakuierten           |      | 3    | 3    |      |      |      |
| FDP                                                                  |      | 8    |      |      |      |      |
| Union der Ausgewiesenen                                              |      | 4    |      |      |      |      |
| Sonstige                                                             |      |      | 17   |      |      |      |
| Summe                                                                | 41   | 44   | 45   | 44   | 42   | 42   |

Berichtigung zur Kreistagswahl 1946: Das Bayerische Staatsministerium des Innern gab am 3. Mai 1946 bekannt, dass für die Feststellung der Anzahl der in den Kreistag zu wählenden Mitglieder nicht die Einwohnerzahl nach der Volkszählung vom Jahre 1939 zugrunde zu legen ist, sondern die Einwohnerzahl nach der Fortschreibung der Bevölkerung für die 85. Lebensmittelversorgungsperiode. Der Kreistag für den Landkreis Münchberg hatte deshalb nicht aus 33, sondern aus 41 Sitzen zu bestehen. Die CSU erhielt nun 20 anstatt 16 und die SPD 19 anstatt 15 Sitze.

## Gemeinden
Vor dem Beginn der bayerischen Gebietsreform am Anfang der 1970er Jahre umfasste der Landkreis 29 Gemeinden. Die einwohnerstärksten Gemeinden waren die Kreisstadt Münchberg sowie die Städte Helmbrechts und Gefrees.

Landkreis Münchberg, Gemeindegrenzenkarte von 1961

| Gemeinde                                                                | Einwohner am 10.12.1945 | Bürgermeister am 01.05.1948 | Einwohner am 31.12.1971 | Bürgermeister am 30.06.1972 |
| Ahornberg                                                               | 1.158                   | Hans Mehringer              | 696                     | Hans Mehringer              |
| Falls (1929 Umgliederung aus dem aufgelösten Bezirksamt Berneck)        | 272                     | Johann Ott                  | 156                     | Johann Ott                  |
| Förstenreuth                                                            | 552                     | Hans Schwappacher           | 392                     | Süß                         |
| Friedmannsdorf                                                          | 270                     | Ernst Dörfler               | 214                     | Tröger                      |
| Gefrees (1931 aus dem Bezirksamt Bayreuth umgegliedert)                 | 2.865                   | Ludwig Wolfrum              | 3.550                   | Robert Brey                 |
| Gundlitz                                                                | 346                     | Wilhelm Schramm             | 292                     | Otto Steinlein              |
| Hallerstein                                                             | 789                     | Karl Vates                  | 492                     | Hans Lang                   |
| Helmbrechts                                                             | 8.006                   | Hans Michel                 | 7.777                   | Walter Keimel               |
| Kleinlosnitz                                                            | 426                     | Adolf Peetz                 | 270                     | Adolf Peetz                 |
| Kleinschwarzenbach                                                      | 439                     | Adolf Hofmann               | 360                     | Adolf Hofmann               |
| Kornbach (1929 Umgliederung aus dem aufgelösten Bezirksamt Berneck)     | 281                     | Johann Schörner             | 231                     | Schöffel                    |
| Markersreuth                                                            | 833                     | Georg Groh                  | 517                     | Fuchs                       |
| Mechlenreuth                                                            | 528                     | Karl Gräf                   | 587                     | Alfred Lottes               |
| Meierhof                                                                | 1.397                   | Karl Ludwig                 | 694                     | Baier                       |
| Metzlersreuth (1931 aus dem Bezirksamt Bayreuth umgegliedert)           | 498                     | Johann Albrecht Vogel       | 376                     | Peter Panzer                |
| Münchberg                                                               | 9.547                   | Max Sprecht                 | 10.299                  | Ewald Zuber                 |
| Oberweißenbach                                                          | 1.295                   | Johann Buchta               | 1.165                   | Greim                       |
| Poppenreuth                                                             | 786                     | Hans Klößel                 | 584                     | Karl Schramm                |
| Sauerhof                                                                | 402                     | Hans Goller                 | 265                     | Brey                        |
| Seulbitz a. d. sächs. Saale (Name bis 1927: Seulbitz)                   | 549                     | Karl Puchta                 | 337                     | Max Ott                     |
| Sparneck                                                                | 1.779                   | Hans Schlegel               | 2.241                   | Sonntag                     |
| Stammbach                                                               | 2.764                   | Georg Knopf                 | 2.414                   | Schramm                     |
| Straas                                                                  | 1.046                   | Hans Künzel                 | 935                     | Fiedler                     |
| Streitau (1929 Umgliederung aus dem aufgelösten Bezirksamt Berneck)     | 689                     | Martin Vattes               | 640                     | Benker                      |
| Walpenreuth (1929 Umgliederung aus dem aufgelösten Bezirksamt Berneck)  | 229                     | Karl Walther                | 160                     | Karl Walther                |
| Weißdorf                                                                | 1.358                   | Heinrich Kauffenstein       | 1.220                   | Grenz                       |
| Witzleshofen (1929 Umgliederung aus dem aufgelösten Bezirksamt Berneck) | 286                     | Heinrich Fischer            | 190                     | Georg Petzold               |
| Wüstenselbitz                                                           | 1.477                   | Richard Peetz               | 1.313                   | Hoh                         |
| Zell (seit 2007: Zell im Fichtelgebirge)                                | 1.314                   | Karl Schneider              | 1.812                   | Karl Schneider              |
| Summe                                                                   | 42.966                  |                             | 40.179                  |                             |

Eingemeindungen vor der Gebietsreform:
| Gemeinde                                                                              | letzter Bürgermeister |
| Bug (1938 nach Weißdorf eingemeindet)                                                 |                       |
| Grossenau                                                                             | Hahn                  |
| Fleisnitz (Schreibweise bis 1870: Fleißnitz; 1938 nach Stammbach eingemeindet)        |                       |
| Lützenreuth (1931 aus dem Bezirksamt Bayreuth umgegliedert)                           |                       |
| Zettlitz (1929 Umgliederung aus dem aufgelösten Bezirksamt Berneck im Fichtelgebirge) | Benker                |

## Kfz-Kennzeichen
Am 1. Juli 1956 wurde dem Landkreis bei der Einführung der bis heute gültigen Kfz-Kennzeichen das Unterscheidungszeichen MÜB zugewiesen. Es wurde bis zum 28. April 1973 ausgegeben. Seit dem 10. Juli 2013 ist es aufgrund der Kennzeichenliberalisierung im Landkreis Bayreuth seit dem 4. August 2014 auch im Landkreis Hof wieder erhältlich.